# Maay
Maay (též Maay Maay, Af-Maay, Af-Maymay, Rahanween, Rahanweyn, nebo Mai Mai) je afroasijský kušitský somálský jazyk, kterým se mluví hlavně v jižním Somálsku, ale také v několika částech Keni, Etiopie a Jemenu. Píše se latinkou. Jazykem maay mluví hlavně členové klanu Raxaweyn. Centrem jazyka je město Baydhabo. Někdy se bere jako dialekt somálštiny, přestože je to samostatný jazyk.

## Abeceda

### Abeceda
Abeceda jazyka maay:
| Velká písmena | A | B | C | D | E | F | G | H | I | J | K | L | M | N | O | P | Q | R | S | T | U | V | W | X | Y | Z |
| Malá písmena  | a | b | c | d | e | f | g | h | i | j | k | l | m | n | o | p | q | r | s | t | u | v | w | x | y | z |

#### Spřežky
Maay má celkem 5 spřežek, jimiž jsou:
- Jh, vyslovuje se jako hrdelní J
- Th, vyslovuje se podobně jako D
- Gh, výslovnost IPA: ɣ
- Ng, výslovnost znělé ng

## Příklady

### Číslovky
| Maay   | Somálsky | Česky |
| kow    | kow      | jeden |
| lammé  | labbo    | dva   |
| seddé  | saddex   | tři   |
| afar   | afar     | čtyři |
| shang  | shan     | pět   |
| leh    | liix     | šest  |
| todobé | todobba  | sedm  |
| siyeed | sideed   | osm   |
| sagaal | sagaal   | devět |
| tumung | tobban   | deset |